# Jacobsen Bight
Die Jacobsen Bight ist eine 6 km breite Bucht an der Südgeorgiens. Sie liegt zwischen dem Larvik Cone und Kap Darnley.
Der norwegische Geologe Olaf Holtedahl benannte 1929 das Küstengebiet zwischen Kap Darnley und dem Sandefjord als Sukkertopp bukta und wies es als eine einzige Bucht aus. Der deutsche Forschungsreisende Ludwig Kohl-Larsen dagegen benannte 1930 die nordwestlichere zweier Buchten im selben Küstenabschnitt als Zuckerspitzenbucht. Der South Georgia Survey bestätigte nach detaillierten Vermessungen der Küste zwischen 1951 und 1952 die Existenz zweier Buchten. Da die vom Mount Sugartop abgeleitete Benennung irreführend ist, weil der Berg von der hier beschriebenen Bucht nennenswert entfernt liegt, schlug das UK Antarctic Place-Names Committee 1957 eine Neubenennung vor. Namensgeber der heute gültigen Benennung ist Fridthjof Jacobsen (1874–1933), von 1904 bis 1921 Mitarbeiter der vom norwegischen Walfangunternehmer Carl Anton Larsen 1904 gegründeten argentinischen Fischereigesellschaft Compañía Argentina de Pesca, deren Vizepräsident er später war.